# Wishmaster 2: el mal nunca muere
Wishmaster 2 (también conocida como Wishmaster 2: Evil Never Dies) es la secuela de terror de 1999 de la serie de películas de Wishmaster.

## Sinopsis
Una mujer resulta herida en el tiroteo que se produce en un atraco a una galería de arte. Logra salvar su vida gracias a una piedra preciosa que encierra en su interior al monstruoso Djinn. Una vez en libertad, el extraño ser adquiere forma humana y va absorbiendo las almas de todos los que le rodean. Una terrorífica pesadilla hecha realidad.